# Enote stezosledcev
Enote stezosledcev (angleško Pathfinder Unit) so (bile) specialne padalsko-izvidniško enote.
Njihova naloga je bila pristati pred glavnim zračnim desantom, vzpostaviti ter zavarovati pristajalne cone in do njih (s pomočjo vizualnih ali radijskih pripomočkov) voditi transportna in/ali jadralna letala.
Enote stezosledcev so bile majhne (po navadi v moči voda), oborožene le z osebnim orožjem in opremljene z radijskimi postajami Eureka in močnimi pristajalnimi lučmi Delta.